# Aedesia
Aedesia là một chi thực vật có hoa trong họ Cúc (Asteraceae).

## Loài
Chi Aedesia gồm các loài: